# 普令厝
普令厝，是臺灣雲林縣臺西鄉的一個傳統地域名稱，位於該鄉東部。相較於今日行政區，其範圍大致包括富琦村南部、山寮村北部東側凸出部分的北部，以及東勢鄉安南村西南端凸出部分。

## 歷史
台灣清治末期，普令厝地區為一街庄，稱為「普令厝庄」，隸屬於海豐堡。該庄北與崙仔頂庄為鄰，東北與火燒牛稠庄為鄰，東與下許厝藔庄、路利潭庄為鄰，南邊為五塊藔庄、山藔庄，西邊為五條港庄。
1901年（日治明治三十四年）11月，全台廢縣廳改設二十廳，該庄隸屬於斗六廳。1903年（明治三十六年）6月，該庄編入「崙仔頂區」，仍隸屬於斗六廳。1909年（明治四十二年）10月，合併二十廳為十二廳，崙仔頂區改隸屬於嘉義廳。1920年（大正九年），全台地方制度大改正，廢十二廳改設五州二廳，該庄改制並雅化為「普令厝」大字，隸屬於臺南州虎尾郡海口庄。
戰後海口庄改制為海口鄉，隸屬於臺南縣，大字亦改制為村。1946年9月，海口鄉拆分為臺西、東勢兩鄉，本地區隸屬於臺西鄉。1950年9月，雲、嘉、南分治，臺西鄉改隸屬於雲林縣。

## 聚落
本地區發展較早的聚落有普令厝、訓頂、青埔等，在日治期初期的官方地圖上已有記載。

## 交通
鄉道雲118線是海埔至菁埔的道路，其東側端點（終點）位於本地區東北部青埔聚落西北郊的鄉道雲120號路口。由此向北北東出境後轉西北西可前往崙子頂、海埔並止於鄉道雲3-2線路口。
鄉道雲119線是圳頂至萬厝的道路，其北側端點（起點）位於本地區西南部鄉道雲120線轉角路口（圳頂聚落西北郊）。由此向南南西出境後可前往山寮地區的萬厝聚落、十張犁東北部並止於縣道158號路口。
鄉道雲120線是臺西海園至新坤厝的道路。